# 紅蓮華
《紅蓮華》（日语：／ Gurenge）是日本女歌手LiSA的第15張單曲，於2019年7月3日由SACRA MUSIC發售，在單曲發行前的同年4月3日亦曾以僅有A面曲的形式在網上先行發行。A面曲《紅蓮華》是電視動畫《鬼滅之刃》的片頭曲。

## 概要
《紅蓮華》為繼2018年12月的《紅色陷阱(who loves it?)/ADAMAS》後，LiSA的第15張單曲，同時還是電視動畫《鬼滅之刃》的片頭曲，但電視動畫版的歌詞與原版之間有一句不同，原版中的「ありがとう 悲しみよ」（謝謝悲傷），在動畫片頭換成「何度でも立ち上がれ」（一次又一次站起來），LiSA解釋原版歌詞代表炭治郎經歷一番成長後的故事，若然在第一話（一家遭遇不幸後）的片尾就播出謝謝悲傷，反而會令觀眾感到奇怪。
單曲有三種類型，分別是初回生產限定盤、期間生產限定盤和通常盤。初回盤包括《紅蓮華》的PV和小冊子，期間限定盤的封套則採用三面設計，並包括迷你海報和《紅蓮華》的PV和無字幕片頭曲影像的DVD。
在2019年3月24日舉行的「AnimeJapan 2019」《鬼滅之刃》Special Stage上，Aniplex向在場動漫愛好者公開使用了《紅蓮華》作音樂的第2彈PV。
2020年10月，電視動畫《鬼滅之刃》的續集動畫電影《鬼滅之刃劇場版 無限列車篇》上映，其主題曲《炎》同樣由LiSA主唱。

## 迴響

### 銷量
《紅蓮華》在2019年4月3日先行配信時曾在38間商店的日榜上取得首位，超越了之前《紅色陷阱(who loves it?)/ADAMAS》先行配信的23冠紀錄。
在2019年4月22日的Oricon公信榜數位單曲日榜上，《紅蓮華》以接近2.4萬的下載數登頂。而在同年5月6日（4月22日至4月28日）及13日（4月29日至5月5日）公佈的週榜上，《紅蓮華》亦分別以約5.3萬和約2.2萬次的下載排在首位，是Oricon史上首次有動畫歌手連莊數位單曲週榜的第一名。另外在此期間也正值平成－令和的世代交替，《紅蓮華》也因如此成為唯一一個同時達成「平成最後的首位」和「令和最初的首位」的歌曲。同年12月23日（12月9日至12月15日），以約1.9萬的下載數，時隔約7個月再次登上同榜首位。翌年（2020年）5月4日（4月20日至4月26日）及11日（4月27日至5月3日）公佈的Oricon數位單曲週榜上，分別以約1.7萬和約2.2萬次的下載排在再次首位，再次連莊該榜的第一名，也是其第五度登上首位。
《紅蓮華》的下載數在2019年9月突破30萬次，是該年首位女性藝人的歌曲有如此紀錄，獲得日本唱片協會認證為「白金」。該歌曲的下載數其後分別在2020年2月和同年6月突破75萬次和100萬次，分別獲得日本唱片協會認證為「三白金」和「百萬」。
自Oricon數位單曲榜在2017年12月創榜以來，《紅蓮華》是繼米津玄師《Lemon》（2018年5月達標）和《馬和鹿》（2020年5月達標）之後，第3首下載數超過100萬次的歌曲，也是首次有女性藝人的作品達成此紀錄。根據Oricon統計，《紅蓮華》於2020年7月達標。在這之前，在同年6月累積達90萬次下載次數，超過Official髭男dism《Pretender》成為Oricon數位單曲榜總榜的第3名。
實體唱片銷量方面，單曲以約2.5萬張的首週銷量，登上Oricon公信榜單曲週榜第3名。截至2020年5月，單曲實體唱片銷量超過10萬張。《炎》（2020年10月14日發行）從2020年10月13日起佔據Oricon公信榜單曲日榜第1名多日，《紅蓮華》也曾在這段時間打進該日榜前3名。最終《炎》登上該週單曲週榜的首位，《紅蓮華》亦以約3,250張的銷量獲得第8名。

### 獎項
《紅蓮華》在第34屆日本金唱片大獎中獲得最佳五大下載歌曲獎。
另外，該歌曲在由Newtype和Machi Asobi合辦的「Newtype動畫大獎2018-2019」票選活動中獲得主題歌獎，也在由平成動畫歌曲大獎舉辦的「令和元年動畫歌曲大獎」中獲得第1名。朝日電視台在2020年製作音樂節目《國民13萬人真實投票！動畫歌曲總選舉》（国民13万人がガチ投票！アニメソング総選挙），《紅蓮華》在該節目中獲得第2名，第1名是《殘酷天使的行動綱領》。

### 其他
2019年12月6日，YouTube頻道THE FIRST TAKE上傳了《紅蓮華》的現場演唱版，由野間康介以鋼琴伴奏，至今累積觀看次數逾113,000,000次。
LiSA憑《紅蓮華》一曲於第70回NHK紅白歌合戰初次登上紅白舞台。
根據Oricon統計，《紅蓮華》在網上串流的播放次數於2020年8月突破1億次。
鋼管合奏版《紅蓮華》於2020年夏季奧林匹克運動會閉幕典禮演奏。

## 收錄曲目

### 初回生產限定盤與通常盤
單曲CD
1. 紅蓮華 [3:56]
  - 作詞：LiSA，作曲：草野華余子，編曲：江口亮

2.  [3:21]
  - 作詞：日高央，作曲/編曲：PABLO a.k.a. WTF!?

3. 誓願之歌（やくそくのうた） [4:38]
  - 作詞、作曲：田淵智也，編曲：江口亮

4. 紅蓮華（-Instrumental-）

DVD （初回生產限定盤限定）
1. 《紅蓮華》（Music Clip）

### 期間生產限定盤
單曲CD
1. 紅蓮華
2. 誓願之歌（やくそくのうた）
3. 紅蓮華 -TV ver.- [1:29]

DVD（期間生產限定盤限定）
1. 電視動畫《鬼滅之刃》non-credit opening-

## 外部連結
- 現場演唱版 （页面存档备份，存于） - THE FIRST TAKE